# 僕にできるすべて/朱鷺-トキ-
「僕にできるすべて／朱鷺－トキ－」（ぼくにできるすべて/とき）は、日本の音楽グループであるTHE BOOMが2002年12月4日に発表した28枚目の両A面シングル。

## 解説
アルバム『百景』に先駆けて発売されたシングル。
「朱鷺-トキ-」はアルバムと別ヴァージョン。
CDエクストラとして、「島唄」ライヴ映像が収録。

## 収録曲
全曲作詞・作曲：宮沢和史
1. 僕にできるすべて
JFN系列FM曲ドリームソング
2. 朱鷺-トキ-
ペリカン便CMソング